# 伊日科夫

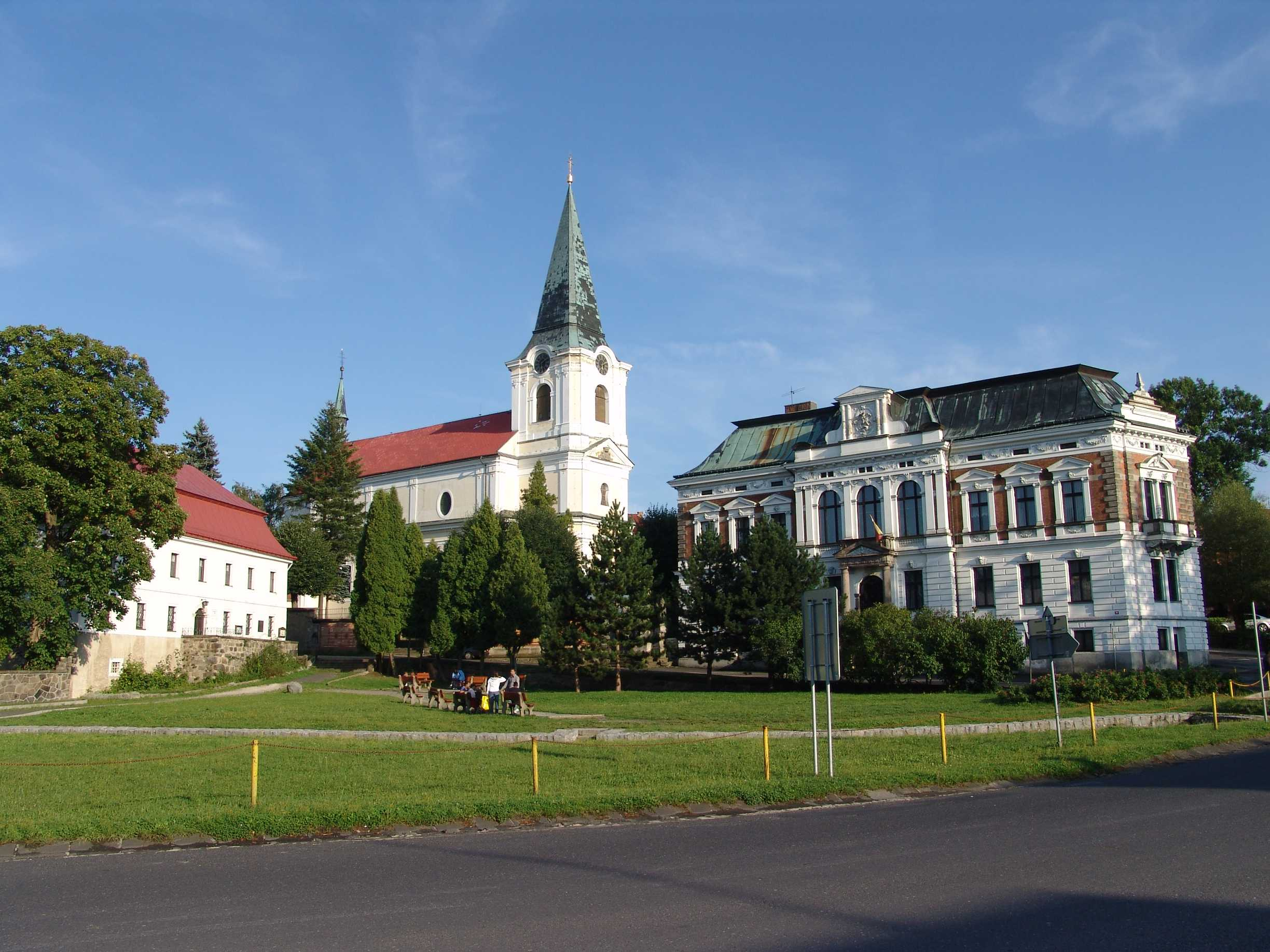

伊日科夫（捷克語：Jiříkov，發音：[ˈjɪr̝iːkof]）是捷克烏斯季州的城鎮，位於該國北部，距離倫布爾克5公里，毗鄰與德國接壤的邊境，面積13.31平方公里，海拔高度368米，2011年人口共有4,096。

## 外部連結
- Official website （捷克文）